# رودلف هانسن
رودلف هانسن (بالدنماركية: Rudolf Hansen)‏ هو عداء مراثوني دنماركي، ولد في 30 مارس 1889 في Næstved ‏ في الدنمارك، وتوفي في 12 أكتوبر 1929 في كوبنهاغن في الدنمارك.

## وصلات خارجية
- رودلف هانسن على موقع أوليمبيديا (الإنجليزية)